# Quadrigradiente
In fisica, il quadrigradiente è un operatore differenziale che generalizza il concetto di gradiente ai quadrivettori. Si tratta di un operatore vettoriale che applicato a una funzione scalare genera un quadrivettore le cui componenti sono le derivate parziali della funzione rispetto alle quattro coordinate. 

## Definizione
Il quadrigradiente è il quadrivettore definito come:
{\displaystyle \partial _{\alpha }\ =\left({\frac {1}{c}}{\frac {\partial }{\partial t}},\nabla \right)={\dfrac {\partial }{\partial x^{\alpha }}}={}_{,\alpha }}
Detto {\displaystyle g^{\alpha \beta }} il tensore metrico, nello spaziotempo piatto esso è {\displaystyle (+,-,-,-)}, e si ha:
{\displaystyle \partial ^{\alpha }\ =g^{\alpha \beta }\partial _{\beta }=\left({\frac {1}{c}}{\frac {\partial }{\partial t}},-\nabla \right)}
Il quadrato del quadrigradiente è il quadrilaplaciano, chiamato anche operatore di d'Alembert:
{\displaystyle \Box =\partial _{\alpha }\partial ^{\alpha }={\frac {1}{c^{2}}}{\frac {\partial ^{2}}{\partial t^{2}}}-\nabla ^{2}}.
ed è il prodotto scalare di due quadrivettori. L'operatore di d'Alembert è un operatore scalare Lorentz invariante.